# 全日本ライフル射撃競技選手権大会
全日本ライフル射撃競技選手権大会（ぜんにほん―しゃげききょうぎせんしゅけんたいかい）は、日本ライフル射撃協会が主催するライフル射撃の全国大会である。
1971年より開催。300m、50m・25mピストル、50mライフル、10mAR/APの各部門に分かれて実施され、それぞれ開催地も固定されている。50mライフルは全日本選抜ライフル射撃競技大会（10mエア・ライフル）も併せて実施。

## 種目
300mの部（埼玉県長瀞総合射撃場、埼玉県）
- 300m BFRMW3×40
- 300m BFRMWP60
- 300mライフルP60スコープ
- 300mスタンダードライフル
- 300mハンティングライフル3×20
- 300mハンティングライフルP40

50m・25mピストルの部（つつがライフル射撃場、広島県）
- 50mピストル60M
- 25m P60W
- 25m RFP60M
- 25m CP60M
- 25m SP60M

50mライフルの部（能勢町国体記念スポーツセンター、大阪府）
- 50m 3×40M
- 50m P60W
- 50m 3×20W
- 50m P60M

10mAP／ARの部（宮城県ライフル射撃場、宮城県）
- 10m AP40W
- 10mS 60M
- 10m S40W